# Akstafa (rijeka)
Akstafa (armenski: Աղստև, Aghstev, azerski: Ağstafaçay, ruski: Акстафа, Akstafa) je rijeka u Armeniji i Azerbajdžanu. Akstafa je desna pritoka Kure. Uz njene obale se nalaze gradovi Diližan, Ijevan, Kazah i Akstafa
Duga je 121 kilometra, a površina porječja joj iznosi 2500 km2.

## Vanjske poveznice
|  | Zajednički poslužitelj ima još gradiva o temi Akstafa (rijeka) |

- Акстафа (река на Кавказе), Velika sovjetska enciklopedija, pristupljeno 18. rujna 2019.